# Antônio de Mendonça Monteiro
Antônio de Mendonça Monteiro (* 7. November 1907 in Cachoeira, Bahia, Brasilien; † 23. Dezember 1972) war ein brasilianischer Geistlicher und römisch-katholischer Bischof von Bonfim.

## Leben
Antônio de Mendonça Monteiro empfing am 4. April 1931 die Priesterweihe für das Erzbistum São Salvador da Bahia.
Papst Pius XII. ernannte ihn am 31. Januar 1950 zum Titularbischof von Sozusa in Palaestina und zum Weihbischof in São Salvador da Bahia. Die Bischofsweihe spendete ihm der Erzbischof von São Salvador da Bahia, Augusto Álvaro da Silva, am 16. April desselben Jahres. Mitkonsekratoren waren der Erzbischof von Maceió, Ranulfo da Silva Farias, und der Bischof von Crato, Francisco de Assis Pires.
Am 7. März 1957 ernannte ihn Papst Pius XII. zum Bischof von Bonfim. Er nahm an den ersten beiden Sitzungsperioden des Zweiten Vatikanischen Konzils als Konzilsvater teil.